# Cantonul Levie
Cantonul Levie este un canton din arondismentul Sartène, departamentul Corse-du-Sud, regiunea Corsica, Franța.

## Comune
| Comune                | Populație (1999) | Cod poștal | Cod INSEE |
| --------------------- | ---------------- | ---------- | --------- |
| Carbini               | 108              | 20170      | 2A061     |
| Levie                 | 737              | 20170      | 2A142     |
| San-Gavino-di-Carbini | 1.061            | 20170      | 2A300     |
| Zonza                 | 2.482            | 20124      | 2A362     |